# Ponte Visconteo

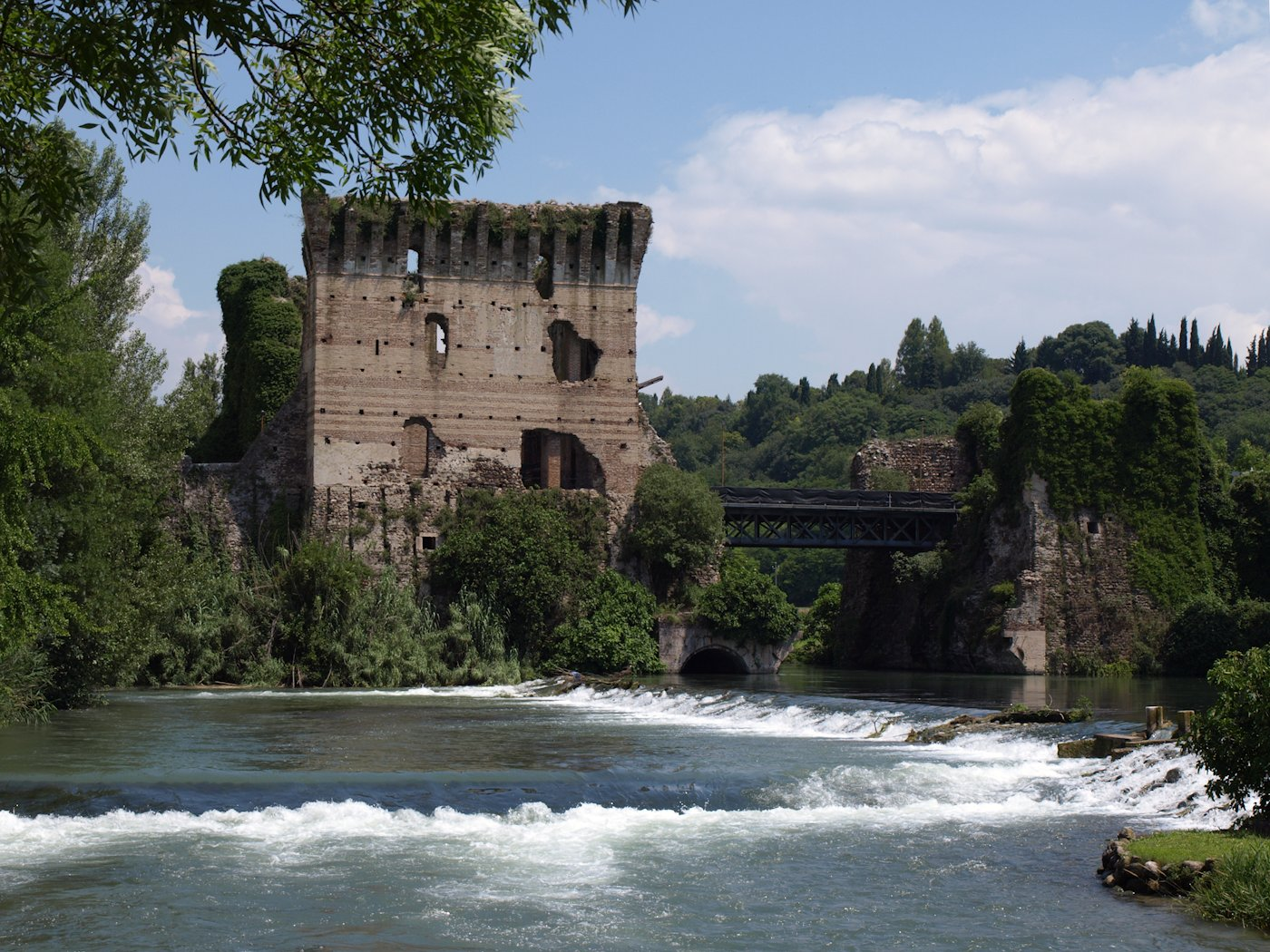
Mittelteil mit der eingesetzten Eisenbrücke, die den Mincio überquert

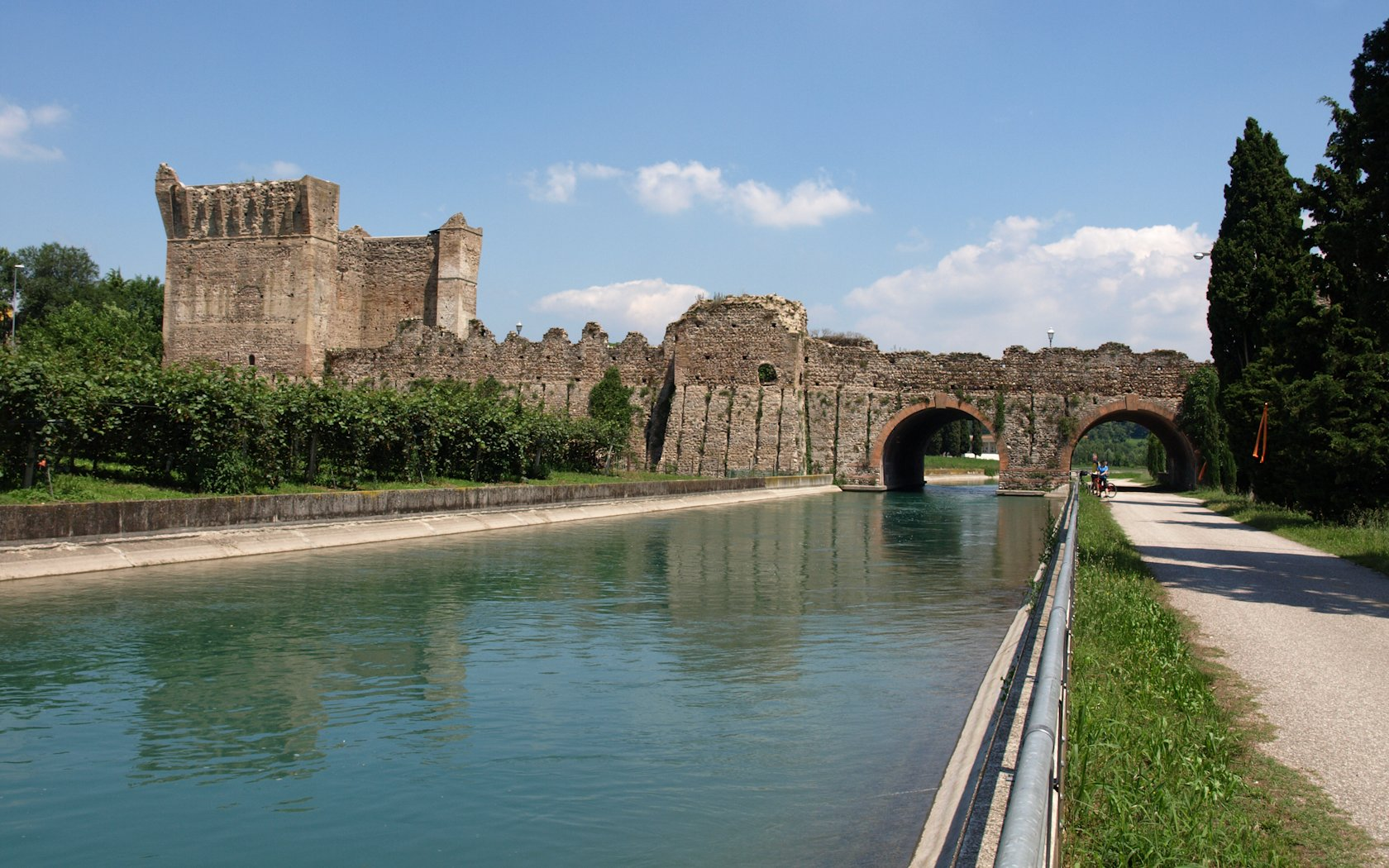
Westlicher Teil mit dem Kanal Virgilio und dessen Begleitweg

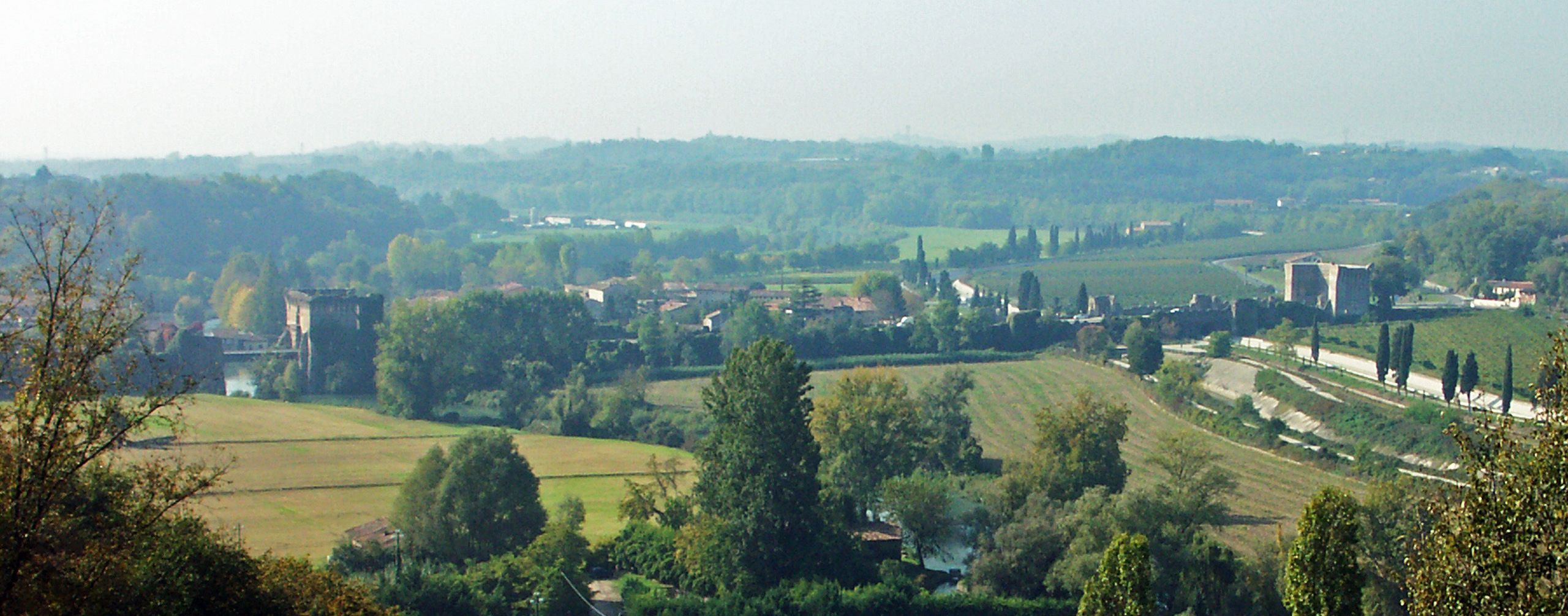
Gesamtansicht

Die Ponte Visconteo ist ein mittelalterliches Damm- und Brückenbauwerk mit Festungscharakter. Es liegt in der italienischen Region Venetien, nahe bei Valeggio sul Mincio, am kleinen Mühlenort Borghetto.

## Bauwerk

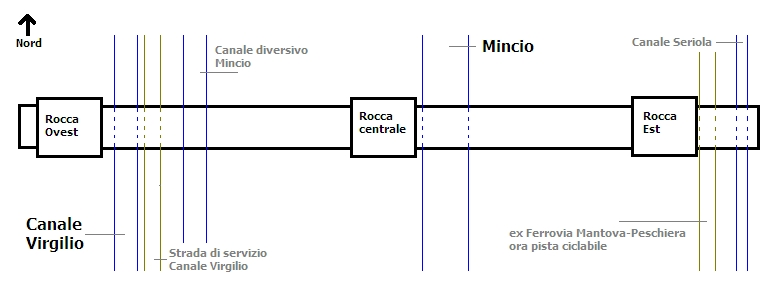
Die Ponte Visconteo im Grundriss
Von links (W) nach rechts (O) werden überquert:
- der Kanal Virgilio mit dem Begleitweg
- der Mincio-Umleitungs-Kanal
- der Fluss Mincio
- eine ehemalige Bahntrasse (Mantua-Peschiera del Garda)
- der Kanal Seriola

Das Bauwerk ist 650 m lang und etwa 21 m breit, 100 000 m³ Erdreich wurden zur Aufschüttung des Damms bewegt. Es erstreckt sich in Ost-West-Richtung quer zum Tal des Mincio und überspannt den Fluss Mincio, den Kanal Virgilio sowie einige kleinere Wege und Wasserläufe. Auf dem Damm befinden sich die Ruinen dreier Festungsbauten, deren mittlere direkt neben dem Flusslauf liegt.

## Geschichte
Die Ponte Visconteo wurde 1393–1395 vom Herzog von Mailand Gian Galeazzo Visconti errichtet. Die Bauausführung übertrug dieser dem Festungsbaumeister Dominico da Firenze. Der Damm sollte das Wasser des Mincio umleiten und damit der Stadt Mantua das Wasser entziehen. Man hoffte, dass Mantua ohne seinen Wassergraben, welcher vom Mincio gespeist wurde, leichter einzunehmen sei. Technische Komplikationen und historische Ereignisse verhinderten allerdings, dass dieser Plan  zur Ausführung gelangte. Im Konflikt mit Venedig 1438 diente das Bauwerk der Blockade eines venezianischen Zugangs zum Gardasee (Galeas per montes). Danach verlor die Anlage ihre strategische Bedeutung und war dem Verfall ausgesetzt.

## Veränderungen
In den 1920er Jahren wurde eine Eisenbrücke in die Anlage eingesetzt, die dem Autoverkehr die Überquerung des Mincio ermöglicht. Die Strada provinciale 3 verläuft direkt auf dem mittelalterlichen Bauwerk.

## Ausblick
Obwohl in letzter Zeit einige Restaurierungsarbeiten vorgenommen wurden, ist der Erhaltungszustand nach wie vor kritisch. 2007 wurde die Ponte Visconteo in die Liste der 100 gefährdeten Monumente des World Monuments Fund (WMF) aufgenommen.

## Feste
Alljährlich am dritten Dienstag im Juni veranstaltet die Gemeinde Valeggio Sul Mincio auf der Brücke die „Festa del Nodo d’Amore“ (Fest des Liebesknotens) um die Tortellini zu feiern, für die der Ort berühmt ist. Dazu werden auf der Brücke 2500–3000 Menschen an langen Tischen bewirtet.